# Titularbistum Labicum
Labicum (ital.: Labico) ist ein Titularbistum der römisch-katholischen Kirche. 
Es geht zurück auf einen antiken Bischofssitz in der Stadt Labici, die sich in der italienischen Region Latium befand. 
| Titularbischöfe von Labicum |                         |                                         |                   |                    |
| Nr.                         | Name                    | Amt                                     | von               | bis                |
| 1                           | Paul-Louis Carrière     | Koadjutorbischof von Laval (Frankreich) | 5. November 1968  | 31. Dezember 1969  |
| 2                           | Anthony Gerard Bosco    | Weihbischof in Pittsburgh (USA)         | 14. Mai 1970      | 2. April 1987      |
| 3                           | René Séjourné           | Kurienbischof                           | 17. Juni 1987     | 13. September 1990 |
| 4                           | Heinz Josef Algermissen | Weihbischof in Paderborn (Deutschland)  | 23. Juli 1996     | 20. Juni 2001      |
| 5                           | Vittorio Lanzani        | Kurienbischof                           | 17. November 2001 |                    |